# Stellaria arenarioides
Stellaria arenarioides är en nejlikväxtart som beskrevs av Shi L.Chen, Rabeler och Turland. Stellaria arenarioides ingår i släktet stjärnblommor, och familjen nejlikväxter. Inga underarter finns listade i Catalogue of Life.